# Julio el Veterano
San Julio el Veterano (en latín: Iulius), también conocido como Julio de Durostorum, es un católico romano, anglicano y ortodoxo oriental, santo y mártir. Su fiesta es el 27 de mayo.

## Vida
Julio de Durostorum nació de padres paganos. Se desconoce la fecha de la conversión de Julio al cristianismo. Julio sirvió como soldado del Romano durante 27 años, primero como recluta y luego regresando como [veterano], sumando siete campañas militares en total. Dados los años y lugares en los que sirvió, el reverendo Herbert Musurillo, S.J., escribe que es probable que Julio sirviera en la Legio XI Claudia. Julio fue cristiano durante toda su carrera militar.
De acuerdo con el cuarto edicto de la Persecución de Diocleciano, Julio fue llevado a juicio ante el  prefecto, Máximo, tras ser arrestado por los soldados del Estado Mayor de Máximo por negarse a hacer un sacrificio público a los dioses romanos. Al enterarse de su servicio militar, Máximo felicitó a Julio por ser un hombre sabio y serio. En agradecimiento por su servicio militar, Máximo le propuso a Julio un trato: si Julio ofrecía el sacrificio público, Máximo aceptaría la culpa por el pecado del sacrificio y le daría a Julio la libertad, una paga extra de diez años e inmunidad de cargos futuros. Julius declinó la oferta y fue condenado a muerte. Julio fue asesinado a espada en Durostorum, el campamento romano de Moesia Inferior (la actual Silistra, Bulgaria) en algún momento entre enero y marzo del 304. Julio es ampliamente considerado un mártir.